# Попою
Попою (рум. Popoiu) — село у повіті Бакеу в Румунії. Входить до складу комуни Паланка.
Село розташоване на відстані 233 км на північ від Бухареста, 61 км на захід від Бакеу, 131 км на південний захід від Ясс, 105 км на північ від Брашова.

## Населення
За даними перепису населення 2002 року у селі проживали 739 осіб, усі — румуни. Усі жителі села рідною мовою назвали румунську.